# Distretto di Qadis
Il distretto di Qadis è un distretto nella provincia del Badghis, in Afghanistan. Confina con il distretto di Jawand a est, con il distretto di Qala i Naw a ovest, con i distretti di Muqur e Murghab a nord e con la Provincia di Herat a sud. Il centro amministrativo è Qadis.